# F. Rehnelt
F. Rehnelt (1861 - 1929 ) fue un botánico alemán, que trabajó muy profundamente en el género Nymphaea L., en el Jardín botánico de Giessen.

## Algunas publicaciones

### Libros
- Henkel, f; rf Rehnelt, l Dittmann. 1907. Das Buch der Nymphaeaceen oder (El libro de las ninfáceas. Seerosengewache. Darmstadt-Neuwiese. Hortus 3ª.

- La abreviatura «Rehnelt» se emplea para indicar a F. Rehnelt como autoridad en la descripción y clasificación científica de los vegetales.[2]